# 展覧会の絵 (ELPのアルバム)
『展覧会の絵』（てんらんかいのえ、Pictures at an Exhibition）は、イギリスにおいて1971年11月に発売されたエマーソン・レイク・アンド・パーマー（ELP）の通算3作目のアルバムで初のライブ・アルバムである。

## 解説

### 経緯
ELPは1970年8月のライブ・デビュー当時から、組曲「展覧会の絵」を披露してきた。彼らは1971年の1月からセカンド・アルバム『タルカス』のリハーサルとレコーディング、その後イギリス公演ツアー、4月には初のアメリカ公演ツアーをこなし、5月には『タルカス』を発表した。これらの活動の中で、イギリス・ツアーの途中の3月26日にニューキャッスル・シティー・ホールで「展覧会の絵」を含むライブ録音が行われたが、この音源は未発表のままだった。
だがELPの人気が高まるとともに、デビュー以来頻繁に演奏されてきた未発表組曲を聴きたいというファンの願いも高まり、それを反映したかのように、遂に「展覧会の絵」を含む2枚組のライブ海賊盤が出回ってしまった。事態を憂慮したELPのマネージメントとアイランド・レコードは10月に海賊盤を市場から回収して、ニューキャッスル・シティー・ホールで録音された「展覧会の絵」とアンコールの「ナット・ロッカー」を収録した本作を11月に発表した。アイランド・レコードは本作を廉価盤シリーズであるHELPに入れ、このシリーズの第1番目のレコードを意味する”HELP 1”の商品番号を付けて発売した。

### 内容
組曲「展覧会の絵」の原曲は、19世紀のロシアの作曲家モデスト・ムソルグスキーが1874年に作曲したピアノ組曲「展覧会の絵」である。この組曲は、ムソルグスキーが友人の画家ヴィクトル・ハルトマンの遺作展で鑑賞した10作から得た印象を描いた10曲、「死せる言葉による死者への呼びかけ」、展覧会場を歩き回る彼自身の姿を描いた5曲の「プロムナード」、の合計16曲からなる。
「展覧会の絵」は数人の作曲家によって管弦楽曲へと編曲されてきた。ELPはフランスの作曲家モーリス・ラベルが1922年に発表した編曲を元に、「プロムナード」「こびと」「古い城」「バーバ・ヤーガの小屋」「キエフの大門」を抜粋して編曲したうえ、3曲の「プロムナード」のうちの1曲と「キエフの大門」に「死と生」に関する歌詞をつけた。さらにオリジナルを3曲追加して、合計11曲からなる組曲を作り上げた。
3曲の「プロムナード」のうち、歌詞がない2曲はオリジナルLPの両面の冒頭に収録され、第一面の「プロムナード」はキース・エマーソンによるニューキャッスル・シティ・ホール備え付けのパイプ・オルガンの独奏、第二面の「プロムナード」はオルガン・トリオによる演奏である。「バーバ・ヤーガの小屋」はELPの「バーバ・ヤーガの呪い」を挟んで二度演奏される。
ELPのオリジナルは「賢人」「ブルース・ヴァリエイション」「バーバ・ヤーガの呪い」の３曲である。グレッグ・レイク作の「賢人」では原曲の「ビドロ - Bydlo」のコード進行が用いられており、一方で、イングランド王国のエリザベス朝後期の作曲家ジョン・ダウランドのリュートの為の作品に類似しているとも指摘されている。
メンバー全員の共作である「バーバ・ヤーガの呪い」では、冒頭にベース・ギターの独奏で原曲の「バーバ・ヤーガの小屋」の中間部が演奏され、ボーカル部分の導入では「こびと」が引用されている。メンバー全員の共作である「ブルース・ヴァリエイション」は、原曲の「古い城」の主題による変奏曲であり、オルガン・トリオによるブルースとして演奏される。この曲の最後から2分30秒の部分約15秒間では、ビル・エヴァンス作曲の「インタープレイ - Interplay」が引用されている。本作の「古い城」はモーグ・シンセサイザーによる即興的な導入に続いて、原曲の「古い城」の変奏の１つとなっている。
アンコールの「ナット・ロッカー」はB.Bumble & The Stingersが1962年に発表して全英シングルチャートで第1位を記録した'Nut Rocker'のカバーである。

## 収録曲

### アナログA面
1. プロムナード - Promenade　(Mussorgsky)
2. こびと - The Gnome　(Mussorgsky/Palmer)
3. プロムナード - Promenade　(Mussorgsky/Lake)
4. 賢人 - The Sage　(Lake)
5. 古い城 - The Old Castle　(Mussorgsky/Emerson)
6. ブルーズ・ヴァリエイション - Blues Variation　(Emerson/Lake/Palmer)

### アナログB面
1. プロムナード - Promenade　(Mussorgsky)
2. バーバ・ヤーガの小屋 - The Hut Of Baba Yaga　(Mussorgsky)
3. バーバ・ヤーガの呪い - The Curse Of Baba Yaga　(Emerson/Lake/Palmer)
4. バーバ・ヤーガの小屋 - The Hut Of Baba Yaga　(Mussorgsky)
5. キエフの大門 - The Great Gates Of Kiev　(Mussorgsky/Lake)
6. ナットロッカー - Nut Rocker　(Tchaikovsky/Fowley)

### 2008年デラックス・エディション
2008年には、本作の2枚組「デラックス・エディション」が発表された。ディスク1には上記の楽曲全てと、1970年のワイト島フェスティバルで演奏された「展覧会の絵メドレー」が収録され、ディスク2には同年12月9日にロンドンのライシアム・シアターで行われたライヴの音源が収録されている。
ディスク2の収録曲は以下の通り。
1. プロムナード - Promenade　(Mussorgsky)
2. こびと - The Gnome　(Mussorgsky/Palmer)
3. プロムナード - Promenade　(Mussorgsky/Lake)
4. 賢人 - The Sage　(Lake)
5. 古い城 - The Old Castle　(Mussorgsky/Emerson)
6. ブルーズ・ヴァリエイション - Blues Variation　(Emerson/Lake/Palmer)
7. プロムナード - Promenade　(Mussorgsky)
ビデオソフト版では冒頭6音をうっかりオクターブ低い音から弾き始めているが、このディスク2では正しい音高で弾き直した音がオーバーダビングされている。そのため両方の音が不自然にずれている。
8. バーバ・ヤーガの小屋 - The Hut Of Baba Yaga　(Mussorgsky)
9. バーバ・ヤーガの呪い - The Curse Of Baba Yaga　(Emerson/Lake/Palmer)
10. バーバ・ヤーガの小屋 - The Hut Of Baba Yaga　(Mussorgsky)
11. キエフの大門 - The Great Gates Of Kiev　(Mussorgsky/Lake)
12. 未開人 - The Barbarian　(Béla Bartók, arr. Emerson, Lake & Palmer)
13. ナイフ・エッジ - Knife Edge　(Leos Janácek & J.S. Bach, arr. Emerson, lyric by Lake & Fraser)
14. ロンド - Rondo　(Dave Brubeck)
15. ナットロッカー - Nut Rocker　(Tchaikovsky/Fowley)

### 2010年日本盤ボーナス・トラック
1. ロンド (ライヴ・アット・ライシアム) - Rondo　(Dave Brubeck)

## チャート
本作は「海賊版対策」という、ELPにとって複雑な経緯と不本意な発売理由を持っていたが、売れ行きはすさまじく、実質的に新作とは言えない内容でありながら、本国イギリスではチャート3位、アメリカでは10位まで上昇した。

## 組曲「展覧会の絵」ビデオソフト版
1970年12月9日にライシアム・シアターで収録された「展覧会の絵」のライブ・ビデオがリリースされている。本作に収録された「展覧会の絵」と基本的なアレンジは同じだが、冒頭部の「プロムナード」がパイプ・オルガンでなく、ハモンドオルガンとベース・ギターで演奏されている事を始め、何点か違いがある。また、当時のライブ・ビデオの多くに見られる無駄な映像処理が施されており、肝心の演奏場面のかなりの部分が省かれたり極めて不鮮明になったりした。

### LD版
データ上では、ライシアム・シアターでのライブということ以外は時期は不明である。収録内容は「ナットロッカー」がないこと以外は、本作と同じである。但し、アレンジは多くの違いがある。
SIDE1
1. Promenade（プロムナード）
2. The Gnome（こびと）
3. Promenade（プロムナード）
4. The Sage（賢人）
5. The Old Castle（古い城）
6. Blues Variation（ブルース・バリエーション）

SIDE2
1. Promenade（プロムナード）
2. The Hot Of Baba Yaga（バーバ・ヤーガの小屋）
3. The Couse Of Baba Yaga（バーバ・ヤーガの呪い）
4. The Hot Of Baba Yaga（バーバ・ヤーガの小屋）
5. The Great Gates Of Kiev（キエフの大門）

下記にあるような「未開人」は収録されていない。

### 完全版
2006年現在では廃盤になっているようだが、「完全版」として日本でリリースされたDVD（1990年にLDで初リリース）には同じコンサートで演奏された他の曲も含まれている。
収録順:
1. 未開人　（LDには収録されていたが、DVDには収録されなかった）
2. 石をとれ
3. 展覧会の絵
4. ナイフ・エッジ～ロンド

「未開人」がDVDに収録されなかったのは、この曲の原曲であるバルトークの「アレグロ・バルバロ」の権利問題が未解決の為だとされている。LD版とDVD版の映像には一部、スィッチングやエフェクトの違いがあり、DVD版はドラム・ソロの一部がカットされた短縮編集されたものになっている。

### NHK版
1973年8月6日にNHK総合テレビジョンの洋楽番組『ヤング・ミュージック・ショー』で放送された際には、1時間の放送枠に収めるため、
1. ロンド（途中から最後まで）
2. 未開人
3. 石をとれ
4. 展覧会の絵

という構成に編集されていた。

### 2002年DVD版
2001年にオリジナル録画が発見され、翌年のDVD化に際し映像・音声ともリマスターされた。収録は「展覧会の絵」のみ。映像は上記の「完全版」より鮮明になり、音声はPCM Stereoおよび5.1 ドルビーデジタル収録された。
特典として発売時までのグループの歴史、静止画像、ディスコグラフィーのほか全く関係のない絵画（ゴッホなど）も収録されている。

### 35周年版
2005年に35th Anniversary Collector's Editionとして発売されたDVDでは収録曲は相変わらず「展覧会の絵」のみだが、音声にdtsトラックが追加された。
一応特典として、オーケストラ版の「展覧会の絵」が音声のみで収録されている。

## 組曲「展覧会の絵」収録アルバム
「展覧会の絵」は、本作に収録されたものを含めて長年ライブ音源しかなかったが、1993年のボックスセット『リターン・オブ・ザ・マンティコア』に約15分30秒のスタジオ録音版が収録された。翌1994年に発表されたアルバム『イン・ザ・ホット・シート』のCDにはボーナス・トラックとして、このスタジオ録音版がドルビーサラウンドに音響処理されたものが収録された。
以下、特記がないものはライブ収録。

### フルバージョン
- 『展覧会の絵（本作）』
- 『ワイト島ライヴ』

### 短縮バージョン
- 『イン・コンサート』
- 『ワークス・ライヴ』
- 『ハイ・ヴォルテージ』
- 『リターン・オブ・ザ・マンティコア』 ※スタジオ録音
- 『イン・ザ・ホット・シート』 ※スタジオ録音